# Теквондо клуб Партизан
Теквондо клуб Партизан је теквондо клуб из Београда, Србија. Основан је 15. фебруара 1996. године.